# Jean Cabannes
Jean Cabannes (Marsiglia, 12 agosto 1885 – Saint-Cyr-sur-Mer, 31 ottobre 1959) è stato un fisico francese specializzato in ottica.
Dal 1910 al 1914 Cabannes lavorò nel laboratorio di Charles Fabry a Marsiglia su un tema lanciato da Lord Rayleigh sul finire del XIX secolo, a proposito di come le molecole di gas propagano la luce.
Il cratere lunare Cabannes è così chiamato in suo onore.